# لیو جینگ (شناگر)
لیو جینگ (به انگلیسی: Liu Jing) (زادهٔ ۸ مارس ۱۹۹۰) شناگر اهل چین است.